# Colony
Colony — четвертий студійний альбом шведського мелодік дез-метал гурту In Flames.

## Список пісень
Музика написана Бйорном Гелотте, Джеспером Стрьомбладом і аранжирована In Flames. Всі слова написані Андерсом Фріденом, частково перекладені Нікласом Сундіном, за винятком «Behind Space '99» з музикою Джеспера Стрьомблада і словами Мікаеля Станне.
1. «Embody the Invisible» — 3:37
2. «Ordinary Story» — 4:16
3. «Scorn» — 3:37
4. «Colony» — 4:39
5. «Zombie Inc.» — 5:05
6. «Pallar Anders Visa» — 1:41
7. «Coerced Coexistence» — 4:14
8. «Resin» — 3:21
9. «Behind Space '99» — 3:58
10. «Insipid 2000» — 3:45
11. «The New Word» — 3:18

### Японський випуск
1. «Clad in Shadows '99» — 2:24
2. «Man Made God» — 4:12

### Корейський випуск
1. «Murders in the Rue Morgue»

## Список учасників

### Члени гурту
- Андерс Фріден — вокал
- Джеспер Стрьомблад — гітара, орган Хаммонда
- Бйорн Гелотте — гітара
- Петер Іверс — бас-гітара
- Даніель Свенссон — ударні

### Запрошувані музиканти
- Фредрік Нурдстрем — орган Хаммонд, слайд-гітара
- Charlie Storm — синтезатор, програмування
- Kee Marcello — гітара (друге соло в «Coerced Coexistence»)

### Випуск
- Produced, engineered, mixed by Fredrik Nordström and In Flames
- Drum tech by Peter Wildoer
- Mastered by Göran Finnberg at Mastering Room
- All songs published by Prophecies Publishing
- Front cover illustration by Andreas Marschall